# Кміт Галина Василівна
Кміт Галина Василівна (16 грудня 1921, Одеса — 20 квітня 2019, Москва) — радянський і російський фотограф, фотохудожник, фотокореспондент. Заслужений діяч мистецтв Російської Федерації. 

## Біографія
Батько — Василь Радиш — український письменник, сценарист і журналіст.  
Галина Василівна багато років працювала в радянському агентстві АДН. За оцінкою директора Об'єднаної дирекції фотоінформації МІА «Росія сьогодні» Олександра Штоля, «була легендарною особистістю, перед якою відкривалися всі двері», «головною людиною з культури - займалася різними режисерами, акторами». Була членом Спілки кінематографістів і журналістів Росії, академіком — членом Російсько-італійської науково-дослідницької академії Ферроні, членом-кореспондентом Національної академії кінематографічних мистецтв і наук. 

### Особисте життя
Її чоловіком був Леонід Кміт — радянський актор театру і кіно, народний артист РРФСР. Від цього шлюбу народилася дочка Ірина Кміт (нар. 1948 р.) — сценарист, актриса, прозаїк, журналіст. 
- Пасербиця — Інна Кміт (1932-1996).
- Онук — Олексій Дубровський (нар. 1977 р.), актор і режисер Малого Театру.
- Внучка — Анастасія Дубровська [Архівовано 31 грудня 2019 у Wayback Machine.] (нар. 1986 р.), актриса Малого театру[5].

Деякий час її зв'язували відносини з актором театру Вахтангова Миколою Гриценком, від якого у неї син - Денис Кміт (1959-2019). Однак біологічний батько Гриценко не визнав сина, і Леонід Кміт записав дитину на себе. 
Похована на Троєкурівському цвинтарі. 

## Визнання
Галина Кміт — Заслужений діяч мистецтв Російської Федерації (2003). 